# Franz Jakubowski
Franz Jakubowski (Poznań, 10 giugno 1912 – 1970) è stato un filosofo teorico del marxismo polacco.
È autore del volume Der ideologische Überbau in der materialistischen Geschichtsauffassung, pubblicato in Italia da Jaca Book (Milano, 1975) col titolo Le sovrastrutture ideologiche nella concezione materialista della storia (trad. di Marco Merella).